# Гавличек, Карел
Карел Гавличек (чеш. Karel Havlíček; род. 16 августа 1969, Ческе-Будеёвице) — чешский государственный и политический деятель, экономист, предприниматель и педагог. Бывший вице-премьер, бывший министр промышленности и торговли, а также бывший министр во втором правительстве Андрея Бабиша. Глава теневого кабинета движения ANO 2011 (с 2023 года).

## Биография
Родился 16 августа 1969 в Ческе-Будеёвице. Получил среднее образование в строительном техникуме. Учился на строительном факультете Чешского технического университета в Праге, где получил в 1992 году степень инженера (чеш. Ing.). В 1998 году получил степень Магистра делового администрирования (MBA) в Пражской международной школе менеджеров при Городском университете Манчестера. Докторантуру в области экономики и менеджмента завершил в 2004 году на факультете делового администрирования Экономического университета в Праге (получил степень доктора философии), где также получил на факультете финансов и бухгалтерского учёта квалификацию доцента в 2014 году.
Женат на архитекторе Ленке Гавличковой, имеет двух детей. Является большим поклонником рок и фолк музыки, о которых время от времени пишет статьи. Разговаривает на английском, немецком, русском, а также частично на испанском, французском и китайском языках.
В период с 2010 по 2014 год, вместе с женой занимался реконструкцией мемориала «Птичий замок» посвященный Карлу Филиппу цу Шварценбергу в Чешском Крумлове.

## Профессиональная карьера
В период с 1991 по 2001 год был директором компании «Elcom». Впоследствии, в период с 2001 по 2007 год, работал коммерческим директором компании «Sindat» и начал расширение компании на более чем 60 мировых рынков. В 2007 году стал её генеральным директором, а с 2015 года является мажоритарным владельцем с долей 58%, через компанию «F-Comp». Компания «Sindat Group» специализируется в первую очередь на текстильной промышленности, однако, в ходе своей деятельности компания покупала и продавала акции химической, текстильной и промышленности строительных материалов и постоянно владела акциями более чем 50 компаний напрямую или через другие доли. Основал и был председателем правления одного из самых успешных исследовательских кластеров в Чехии и ЕС — Nanoproress. Прежде чем занять правительственные должности весной 2019 года, покинул пост исполнительного директора в компаниях «Sindat» и «SinBio», а также покинул наблюдательный совет «Tylex Letovice», а также ушёл с позиции председателя наблюдательного совета контролирующей компании холдинга «F-Comp» и с позиции уставного органа в кластере «Nanoproress». Деловую деятельность Гавличка освещали и независимые СМИ, которые обращали внимание на несоответствие представленных успехов Гавличка реальным экономическим результатам.
В период с 2010 по 2019 год был председателем совета директоров Ассоциации малого и среднего бизнеса Чешской Республики, которую совместно создавал с остальными её членами в 2000 году. С 2014 года был членом правительственного совета по исследованиям, разработкам и инновациям, 
а в период с 2018 по 2022 год был вице-председателем совета. В прошлом он также заседал в правительственном совете по государственным инвестициям, Деловом совете, руководящем комитете по реализации экспортной стратегии Чешской Республики или в консультативных комитетах «CzechInvest» и «CzechTrade». В рамках своей работы в правительстве он заседал в Правительственном совете по исследованиям, разработкам и инновациям, а также в Совете по концепции энергетики и сырья, Деловом совете, Совете по государственным инвестициям и Совете по экономическим и социальным соглашениям. С 2022 года – член наблюдательного совета Государственного фонда транспортной инфраструктуры.

### Академическая деятельность
Тесно связан с частным Университетом финансов и управления, где возглавлял факультет экономических исследований, являлся гарантом учебной программы «Экономика и менеджмент» и является членом учёного совета. По теме малого и среднего бизнеса и предпринимательства, написал несколько профессиональных книг, ряд университетских публикаций и опубликовал десятки рецензируемых статей в Чехии и за рубежом, в том числе и на русском языке. Является автором модели управления малыми и средними компаниями на основе M-C, которую он долгое время разрабатывал и внедрял на практике. Является основным автором и координатором авторского коллектива инновационной стратегии Чешской Республики – «Чешская Республика: Страна будущего» (англ. Czech Republic: The Country For The Future).
В 2018 году Гавличек принял участие в основании Китайского института Конфуция при Университете финансов и управления, торжественное открытие которого произошло во время визита в Прагу члена Политбюро ЦК КПК и бывшей руководительницы рабочего отдела Единого фронта Сунь Чуньлань.

## Политическая деятельность
10 апреля 2019 года премьер-министр Андрей Бабиш объявил, что номинирует Карела Гавличка на пост министра промышленности и торговли Чехии. 30 апреля 2019 года, президент Милош Земан утвердил назначение, и Гавличек заменил на посту Марту Новакову. В то же время он стал заместителем председателя правительства по экономике. 20 января 2020 года премьер-министр Андрей Бабиш объявил, что Гавличек сменит Владимира Кремлика на посту министра транспорта Чехии после того, как Бабиш объявил об уходе Кремлика из правительства. Бабиш также объявил, Гавличек будет руководить двумя этими министерствами на постоянной основе. 
Баллотировался на выборах в нижнюю палату Парламента Чехии в октябре 2021 года, как беспартийный кандидат, на избирательном списке движения ANO 2011 в Среднечешском крае. Получил 22 592 преференциальных голосов и стал депутатом Палаты депутатов. 19 октября 2021 года вступил в движение ANO 2011, а в феврале 2022 был избран первым заместителем председателя движения. 18 февраля был избран одним из шести вице-председателей Палаты депутатов.
После неудачных для Андрея Бабиша президентских выборов в январе 2023 года, Гавличек сменил на посту главы теневого кабинета ANO 2011 Бабиша. Сам Бабиш же заявил, что считает Гавличка и Алену Шиллерову новым лицом движения.
На региональных выборах в сентябре 2024 года баллотировался в Региональное собрание Среднечешского края с последнего 70-го места избирательного списка. Однако благодаря преференциальному голосованию получил наибольшее число голосов среди всех кандидатов движения, и таким образом, получил мандат депутата.